# Verwitterte Melodie
Verwitterte Melodie és un curtmetratge d'animació de 1943 dirigit per Hans Fischerkoesen a l'Alemanya Nazi. Malgrat que el guionista principal fóra Hans Fischerkoesen, s'atribueix l'autoria completa a Horst von Möllendorff. Va ser animat per Jiri Brdecka a Praga.
El film mostra una abella que troba un fonògraf abandonat en un prat. El fonògraf conté un disc de jazz, i l'abella i diferents insectes interaccionen o ballen amb la música. Aquesta part s'interpreta com una subtil crítica al nazisme.
La tècnica utilitzada en aquest curtmetratge, especialment la referida a animació i so, era molt avançada, fins i tot més moderna que els dels curts de Walt Disney de l'època.